# یوگونگ-۱
قصر قمری ۱ ،  قصر ماه ۱  یا یوگونگ-1  (به چینی: 月宫1号 یا 月宫1 یا 月宫一号 یا 月宫一؛ پینیین: Yuègōng یا Yuègōng 1 یا Yuègōng Yī hào یا Yuègōng Yī ) یک مرکز تحقیقاتی چینی برای توسعه پایگاه ماه است. این یک مرکز بسته از نظر محیطی است که در آن سرنشینان می توانند یک ماموریت مستقل طولانی مدت را بدون هیچ ورودی خارجی به جز نیرو/انرژی شبیه سازی کنند.

## امکانات
قصر قمری ۱ یک آزمایشگاه مستقل ۱۶۰ متری ۵۰۰ متر2 در پکن را اشغال می کند که از یک منطقه پوشش گیاهی 58 متر مربعی از دو کابین، یک منطقه نشیمن 42 متر مربعی با سه اتاق خواب، اتاق غذاخوری، حمام و اتاق دفع زباله تشکیل شده است. این آزمایشگاه توسط لیو هونگ از دانشگاه هوانوردی و فضانوردی پکن (BUAA) طراحی شده است. این آزمایشگاه نوعی سیستم حمایت از حیات زیستی (BLSS) است که سومین آزمایشگاه در جهان و اولین در چین ساخته شده است.   

## ماموریت ها

### 2014 - اولین ماموریت تحقیقاتی
اولین ماموریت تحقیقاتی، تحقیقات اکوسیستم بسته مصنوعی (PALACE) با پشتیبانی از حیات دائمی Astrobase (با نام مستعار "قصر قمری-1")، یک ماموریت 105 روزه از سه محقق بود. یک مرد، دونگ چن، و دو زن، زی بیژن و وانگ مینجوان، داوطلبان BUAA، اولین پروژه تحقیقاتی طولانی مدت از این نوع را در چین، از 3 فوریه تا 20 می 2014 انجام دادند.  خدمه پنج غلات ، از جمله گندم ، ذرت ، سویا ، بادام زمینی و عدس کشت کردند. 15 سبزیجات ، از جمله هویج ، خیار و اسفناج آب ؛ و یک میوه توت فرنگی . گندم منبع اصلی کالری و منبع اصلی اکسیژن بود. گوشت ماده غذایی اولیه بود. با این حال، گوشت به شکل کرم‌های زرد رنگ، منبع پروتئین اولیه خدمه، پرورش داده شد.  
رژیم غذایی مورد مطالعه برای تعیین اینکه آیا یک خدمه فضایی می تواند با یک رژیم غذایی با پروتئین بالا با سبزیجات و کرم های خوراکی زندگی کند یا خیر. کرم‌های خوراکی، متشکل از 3/4 پروتئین ، به دلیل مطالعه‌ای که سازمان ملل آن‌ها را به عنوان منبع غذایی برای افراد فقیر و کم‌تغذیه توصیه می‌کرد، انتخاب شدند. با این حال، با مقاومت فضانوردان غربی مواجه شد. آنها تمایل به فرار از حبس دارند. کرم‌های خوراکی در عرض چند هفته به اندازه انگشتان دست می‌رسند. کرم‌های آرد با قسمت‌های باقی‌مانده و غیرقابل خوردن محصول تغذیه شدند.  
قرار بود سیستم اکولوژیکی این مأموریت، بستری برای آزمایش سیستم کنترل‌شده پشتیبانی از حیات اکولوژیکی (CELSS) برای ایستگاه فضایی تیانگونگ چین باشد. سیستم BLSS مورد استفاده در این ماموریت در آن زمان پیشرفته‌ترین سیستمی بود که تا به حال به میدان رفت. 

### 2017-2018 - دومین ماموریت تحقیقاتی
برای ماموریت دوم، دو تیم چهار نفره داوطلب 370 روز را در انزوا گذراندند. 

## همچنین ببینید
- سامانه کنترل‌شده زیست‌بومی پشتیبان حیات
- BIOS-3
- زیست کره ۲ ، یک مرکز تحقیقاتی از نظر محیط زیست
- بیوترون
- برنامه اکتشاف ماه چینی (CLEP)

## لینک های خارجی
- "آزمایش "Moon Palace 1" موفق شد" - People's Daily, 22 مه 2014 ساعت 10:19